# Zulfikar Ali Bhutto
Zulfikar Ali Bhutto (urdú: ذوالفقار علی بھٹو) (Larkana, Raj Britànic, 5 de gener de 1928 – Rāwalpindi, 4 d'abril de 1979) fou president de Pakistan entre 1971 i 1973, i primer ministre entre 1973 i 1977. Va fundar el Partit Popular del Pakistan i el va liderar fins que fou executat el 1979. És el pare de Benazir Bhutto.